# آرمنوهی گیورغیان
آرمنوهی استپانی گیورغیان (Արմենուհի Ստեփանի Կյուրեղյան؛ زادهٔ ۲۶ اوت ۱۹۶۳) یک ریاضی‌دان و سیاستمدار اهل ارمنستان است که از تاریخ ۲۰۱۷ تا تاریخ ۲۰۱۸ سمت نمایندگی دوره ششم مجلس ملی جمهوری ارمنستان را برعهده داشت.

## زندگی‌نامه
در ۲۶ اوت ۱۹۶۳ در وانادزور به دنیا آمد.